# Дуглас Герлі
Дуглас Джеральд Герлі (англ. Douglas Gerald "Doug" Hurley, нар. 21 жовтня 1966) — американський інженер, колишній пілот Корпусу морської піхоти США, наразі астронавт НАСА. Він був пілотом на місіях космічних шатлів STS-127 (липень 2009) та STS-135 (липень 2011), який став останнім польотом в програмі пілотованих шатлів. Герлі командує місією SpaceX DM-2, першим космічним польотом з території США із екіпажем після STS-135. Він також став першим морським піхотинцем, що пілотував літак Boeing F/A-18E/F Super Hornet. Використовує позивний «Чанкі».
Дуглас Герлі одружений із астронавткою Карен Найберг і у них є син.

## Ранні роки та освіта
Герлі народився 21 жовтня 1966 року в селищі Ендікотт, штат Нью-Йорк, США. В 1984 році він випустився із Вільної академії Овіго в селищі Овіго, штат Нью-Йорк. В 1988 році на відмінно закінчив Університет Тулейн в місті Новий Орлеан, штат Луїзіана, де отримав ступінь бакалавра з цивільної інженерії. Також він з відзнакою закінчив Програму тренування офіцерів резерву військово-морських сил в Тулейні та Школу офіцерів Корпусу морської піхоти США.

## Кар'єра в Корпусі морської піхоти США
Після закінчення в 1988 році Програми тренування офіцерів резерву ВМС в Тулейні, Герлі отримав звання Другого лейтенанта Корпусу морської піхоти США. Після цього він вступив до Базової школи на Базі морської піхоти Квантіко в місті Квантіко, штат Вірджинія, потім, на Курси офіцерів піхоти. В 1989 році, після первинної авіаційної підготовки на базі морської авіації в м. Пенсакола в штаті Флорида, він почав навчатися пілотуванню в Техасі. Програму навчання він завершив на відмінно і в серпні 1991 року став пілотом морської авіації.
Герлі почав службу в ескадроні VMFAT-101 на Повітряній базі морських піхотинців Ель-Торо в Каліфорнії, де він вчився пілотувати літак McDonnell Douglas F/A-18 Hornet. Після завершення навчання його перевели до ескадрону VMFA(AW)-225, де три рази відправляли на завдання в західну частину Тихого океану. Перебуваючи в ескадроні VMFA(AW)-225, він відвідував Курс інструкторів зі зброї і тактики морської авіації, Курс з морської тактики та Курс офіцерів з авіаційної безпеки у Військово-морській аспірантурі в місті Монтерей, Каліфорнія. Впродовж чотирьох років служби в ескадроні він служив офіцером з авіаційної безпеки та пілотом-інструктором.
Пізніше, Герлі відібрали до Школи морських пілотів-випробувачів на Повітряній базі ВМФ Патуксент-Рівер в штаті Меріленд, в якій він, з січня по грудень 1997 року, пройшов навчання, після чого був переведений до ескадрону VX-23 на посади проєктного офіцера F/A-18 та пілота-випробувача. Там він брав участь в багатьох випробувальних польотах і став першим морським піхотинцем, який пілотував літак Boeing F/A-18E/F Super Hornet. Під час служби операційним офіцером, його відібрали до програми підготовки астронавтів. Герлі налітав більш ніж 5500 годин на літаках більш ніж 25 різних типів.

## Кар'єра в НАСА
В липні 2000 року Герлі відібрали як пілота НАСА і в серпні того ж року він почав підготовку. Після двох років тренування та оцінювання, він працював в Офісі астронавтів, де очолював Команду з підтримки астронавтів для місій космічних шатлів STS-107 та STS-121. Він також працював над приземленням і посадкою шатлів на посадкову смугу, працював в Команді реконструкції шатлу «Колумбія» в Космічному центрі імені Кеннеді і у Відділі досліджень, де працював над космічним кораблем «Оріон».
Також, він був директором з операцій НАСА в Центрі підготовки космонавтів імені Гагаріна в Зоряному містечку в Росії. В липні 2009 року він був пілотом на місії STS-127, яка доставила на Міжнародну космічну станцію побудовані в Японії модулі JEM-EF та ELM-ES. Місія тривала 15 днів, 16 годин та 45 хвилин.
В липні 2011 Герлі повернувся в космос із місією STS-135 на космічному шатлі «Атлантіс». Ця місія доставила на МКС багатоцільовий модуль постачання «Раффаелло» та легкий багатоцільовий носій. Також було проведено тестування системи, яка потенційно може перезаправляти космічні кораблі із використанням робототехніки. Місія STS-135 тривала 12 днів, 18 годин, 27 хвилин та 56 секунд. Загалом, на рахунку Герлі 683 проведених у космосі годин.
Після повернення на Землю він працював помічником директора з нових програм в Космічному центрі імені Ліндона Джонсона, а в серпні 2014 року став помічником директора з комерційних польотів. В липні 2015 року НАСА оголосила, що Дуглас Герлі буде одним з перших астронавтів Програми комерційних польотів (Commercial Crew Development). Внаслідок цього, він, разом з астронавтами: Сунітою Лін Вільямс, Робертом Бенкеном та Еріком Алленом Боу, почав підготовку на комерційних космічних літальних апаратах компаній Boeing та SpaceX. В серпні 2018 року Герлі було призначено до екіпажу першого пробного польоту SpaceX DM-2 на кораблі Dragon 2 компанії SpaceX. Пізніше було повідомлено що Герлі буде капітаном екіпажу.

## Відзнаки
Дуглас Герлі отримав Пам'ятну відзнаку ім. Стівена Гезелріґґа як найкращий пілот та інженер. Він також отримав Медаль за похвальну службу, дві Похвальні медалі військово-морських сил та морської піхоти та багато інших службових нагород. Він отримував Вищу нагороду за досягнення НАСА в 2004, 2005, 2006 та 2007 роках.